# Aija Andrejeva
Aija Andrejeva (Ogre, Letonia; 16 de enero de 1986), más conocida como Aisha, es una cantante letona que representó a su país en el Festival de la Canción de Eurovisión 2010 celebrado en Oslo (Noruega), donde consiguió un último puesto para su país en la semifinal.
El 27 de febrero de 2010, Andejeva ganó la preselección letona, el Eirodziesma, con la canción «What for? (only Mr. God knows why)», que se alzó con la mayoría de los votos del público y del jurado.
En 2021, ella participa en la versión doblada al Idioma letón de la película de Disney, Encanto (película), interpretando al personaje de Dolores Madrigal.

## Discografía
- "Tu un es" (2006)
- "Viss kārtībā, Mincīt!" (2008)
- "Dvēselīte" (2009)